# Fyvie
Fyvie är en ort i Storbritannien.   Den ligger i kommunen Aberdeenshire och riksdelen Skottland, i den norra delen av landet, 700 km norr om huvudstaden London. Fyvie ligger 67 meter över havet och antalet invånare är 499.
Terrängen runt Fyvie är huvudsakligen platt. Fyvie ligger nere i en dal.Runt Fyvie är det ganska glesbefolkat, med 42 invånare per kvadratkilometer. Närmaste större samhälle är Inverurie, 16,4 km söder om Fyvie. Trakten runt Fyvie består till största delen av jordbruksmark.